# Comunicaciones en Guatemala
Las Comunicaciones en Guatemala son una representación del desarrollo que se ha venido produciendo en este país. Dado que al momento de la apertura del mercado, Guatemala era uno de los países latinoamericanos con menores índices de penetración de servicios de comunicaciones. Poco más de una década más tarde, era por mucho un país en el que los operadores presentes querían invertir para mantener y promover el desarrollo del mercado, con carteras de clientes cada vez más exigentes; alcanzando 119.54% de penetración del servicio móvil, con una población total estimada en 14,700,000 habitantes. 

## Sistema de Numeración Telefónica
La República de Guatemala cuenta con el código de área internacional 502 (lista de prefijos telefónicos), localmente la numeración de 8 dígitos desde el 18 de septiembre de 2004, es en realidad una división de los números en áreas de 7 dígitos cada una, con el número de área integrado en cada marcación.
| Región              | Área + Teléfono                   |
| ------------------- | --------------------------------- |
| Ciudad de Guatemala | 2 + 7 dígitos locales (2-1234567) |
| Zona Metropolitana  | 6 + 7 dígitos locales (6-1234567) |
| Resto del País      | 7 + 7 dígitos locales (7-1234567) |
| Redes Móviles       | 3 + 7 dígitos locales (3-1234567) |
| Redes Móviles       | 4 + 7 dígitos locales (4-1234567) |
| Redes Móviles       | 5 + 7 dígitos locales (5-1234567) |

El discado es directo, de 8 dígitos. El código de salida internacional de Guatemala es 00, comúnmente acompañado de algún prefijo de operador de larga distancia como: 130 (Telefónica/movistar), 147 (Telgua/Claro), 139 (TIGO), 143 (Americatel), 131 Guatel, entre otros.

## Telefonía Fija
Hasta 1997, el mercado de telefonía fija en Guatemala era dominado por un único operador estatal; conocido como Guatel, únicamente logró instalar 240.000 líneas en el período 1974-1997. Como parte del proceso de privatización de empresas públicas, el 80% de los clientes de Guatel, paso en 1997 a manos de Telecomunicaciones de Guatemala (Telgua). La empresa aún opera ofreciendo básicamente servicios al Estado y en determinadas áreas del país.
En 1997, con la apertura total del mercado de telecomunicaciones; se dio el ingreso de al menos 20 operadores en los años siguientes, operadores que se han reducido por fusiones, integraciones, compras, y ventas por parte de algunos operadores, siendo los más importantes con servicios comerciales:
- Telecomunicaciones de Guatemala (TELGUA), pertenece al operador internacional América Móvil con sede en México; siendo actualmente el mayor operador de telecomunicaciones fijas del país con el 78,66 % que corresponde a más de 1'500.000 clientes.[1]
- Comunicaciones Celulares, más conocido bajo su marca de servicios móviles TIGO, es el segundo operador en usuarios de telefonía fija, superando los 325.000 clientes activos correspondiente al 16.80%.[1]

- Claro Guatemala, es un operador nacional que también pertenece a América Móvil y que abarca el 2,35% del mercado con 45.644 clientes en 2022.[1] Anteriormente perteneció al operador internacional Telefónica con sede en España; y logró ser el segundo mayor operador de telecomunicaciones fijas del país con poco más de 200.000 clientes.

- Cablenet, es el cuarto mayor operador de telefonía fija en el país, sobrepasando los 42.000 clientes activos equivalente al 2,18% del mercado.

Otros operadores en el mercado son:
- A-Tel Comunications Guatemala
- Teléfonos del Norte
- Columbus Networks de Guatemala, Limitada
- GUATEL

Al 30 de junio de 2006, el mercado de telefonía fija de Guatemala alcanzaba 1'209.354 líneas instaladas, cantidad que había sido superada alcanzando 1'436.750 líneas instaladas al 30 de junio de 2008. Encontrándose en 1'939.184 líneas habilitadas para la misma fecha del año 2022.

## Telefonía Móvil
En 1989, se dio por iniciado el mercado de telefonía móvil en Guatemala; con la concesión de la banda B en 800 Mhz, Comunicaciones Celulares (COMCEL/Tigo) inició operaciones en la Ciudad de Guatemala, extendiéndolas en los próximos años a varias ciudades importantes del país.
En 1996, con la apertura del mercado de telecomunicaciones y la subasta de espacio en la frecuencia de 1900 Mhz, se dio el ingreso de varios operadores internacionales. En 1998, Telecomunicaciones de Guatemala de América Móvil y Telefónica de Guatemala de Telefónica, se adjudicaron licencias en la frecuencia 1900; iniciando operaciones en 1999 bajo las marcas PCS Digital y Telefónica Movistar, respectivamente. En el mismo año, Tigo (en ese entonces COMCEL) lanzó el primer servicio prepago del país, cobrando llamadas salientes y entrantes.
En 1999, Bellsouth Internacional se adjudicó la cuarta licencia para servicios móviles nacionales; iniciando operaciones en 2000. En 2003, el operador salvadoreño Digicel (hoy parte de Digicel Group) se adjudicó la quinta licencia de servicios móviles en la frecuencia 900 Mhz, el operador no ha iniciado operaciones. En el mismo año se adjudicó una sexta licencia de servicios móviles en la frecuencia de 800 mhz a una empresa local sin que esta haya iniciado operaciones.
En 2004, con la adquisición de 10 operaciones de Bellsouth Internacional por parte de Telefónica Internacional, Bellsouth Guatemala paso a manos de Telefónica de Guatemala, siendo conocidas desde marzo de 2005 con la marca conjunta Movistar. En septiembre de 2006, PCS Digital cambió su nombre a Claro como parte de un proceso de integración de marcas en Centroamérica, emprendido por su matriz América Móvil.
En 2007, la Superintendencia de Telecomunicaciones registro un incremento de 4.7 millones de nuevos usuarios, lo cual indicaba que 9 de cada 10 guatemaltecos poseían un celular.
Durante 11 años existieron 3 marcas operadoras de telefonía móvil en el país hasta que en 2017 apareció una nueva marca, Tuenti, que también pertenecía a Telefónica. De esa manera ahora existían 4 marcas de telefonía móvil hasta que en 2019 se anunció que América Móvil adquiría las operaciones de Telefónica de esa forma 3'609.106 de usuarios de Movistar y Tuenti pasaban a formar parte de la marca Claro.
| Operador                              | Marca | Usuarios                   | Código GSM | Tecnología y Frecuencias | Web              |
| ------------------------------------- | ----- | -------------------------- | ---------- | --- | ---------------- |
| Telecomunicaciones de Guatemala       | Claro | 8,106,351 (julio de 2022)  | 704-01     | CDMA 1X EV-DO REV 0 1900 mhz, GSM/GPRS/EDGE 900/1900 mhz, UMTS/HSPA 1900 mhz (abril/septiembre de 2008), HSPA+ 1900 mhz (diciembre de 2011)  | www.claro.com.gt |
| Millicom International Cellular, S.A. | Tigo  | 11,770,351 (julio de 2022) | 704-02     | AMPS/TDMA 850 mhz, GSM/GPRS/EDGE 850 mhz, UMTS/HSDPA 850 mhz (agosto de 2008), HSPA+ 850 mhz (enero de 2012)                                 | www.tigo.com.gt  |
| Claro Guatemala                       | Claro | 582,321 (julio de 2022)    | 704-03     | CDMA One 1900, CDMA 1X EV-DO REV A 1900 mhz, GSM/GPRS/EDGE 1900 mhz, UMTS/HSPA 1900 mhz (agosto de 2009), HSPA+ 1900 mhz (diciembre de 2011) | www.claro.com.gt |

| Marca          | Servicios |
| -------------- | --- |
| Claro          | Posee amplia cobertura en CDMA 1900 y GSM 1900, cuenta con servicios de internet por medio de CDMA 1X (únicamente en algunas áreas de la Ciudad de Guatemala) y GSM/GPRS/EDGE. Ofrece los servicios de SMS en ambas redes, MMS, WAP y descargas de contenidos en su red GSM. Ofrece el servicio de Roaming automático para todos sus clientes GSM en El Salvador, Honduras, Nicaragua y Costa Rica, y otros destinos únicamente para sus clientes postpago GSM, la opción suscrita es únicamente para sus clientes postpago CDMA. Claro ofrece servicio GSM 900 a nivel nacional, iniciado como un método de ampliación y refuerzo de cobertura en zonas aún no cubiertas o de servicio deficiente, hoy cubre la totalidad del territorio en el que el operador ofrecer servicios. Claro Guatemala, lanzó comercialmente servicios con tecnología UMTS/HSDPA el 14 de abril de 2008, con cobertura en la Ciudad de Guatemala y Antigua Guatemala, ofreciendo servicios de videollamada y banda ancha móvil para usuarios prepago y postpago, con un límite de velocidad de 1.5 Mbps, el operador ha continuado desplegando infraestructura en esta tecnología, cubriendo 45 principales ciudades, incluyendo todas las cabeceras departamentales, ofreciendo hasta 3.6 Mbps en descarga en puntos en los que ha actualizado la red a UMTS/HSPA (3.7G, en la Ciudad de Guatemala y municipios cercanos), siendo la primera actualización de este tipo realizada por América Móvil. Claro ofrece servicios de llamadas cobradas por minuto, por segundo, por llamada (de 10 minutos) o por centavo; a elección del cliente en el formato prepago y postpago. Plan aplica únicamente a otros Celulares Claro.        |
| Tigo           | Es el primer operador en ofrecer servicios móviles. Posee una amplia cobertura en AMPS/TDMA 800, GSM/GPRS/EDGE 850 y recientemente UMTS/HSDPA 850, AMPS/TDMA se encuentra en procesos de desactivación, mientras ofrece servicios de Internet por medio de GSM/GPRS/EDGE y UMTS/HSDPA (3.5G). Ofrece servicios de SMS, MMS, WAP y descarga de contenidos por medio de sus red GSM/UMTS. Ofrece servicios de Roaming automático para todos sus clientes GSM en El Salvador, Honduras, Colombia, Bolivía y Paraguay, y suscrito para sus clientes GSM/UMTS y TDMA en algunos destinos. Es el operador con mayor cobertura nacional. Anuncio el lanzamiento de servicios UMTS/HSDPA el 28 de agosto de 2008, con un límite inicial de velocidad de 3.6Mbps (reales), con el que ofrece servicios de videollamada, banda ancha móvil y TV Móvil, ofreciendo cobertura inicialmente en 65 principales ciudades, alcanzando poco más de 100 en los siguientes meses. Tigo realiza cobros por llamadas basándose en cobros por segundo, no ofrece opciones de llamadas por minuto o por llamada. |
| Claro          | Es el menor operador nacional por número de usuarios, cuenta con cobertura reducida en sus redes CDMA One (en proceso de desactivación) y CDMA 1X EV-DO REV A (en proceso de desactivación en servicios de voz), su red GSM/GPRS/EDGE se encuentra en continuo estado de expansión. Ofrece servicios de Internet por medio de CDMA 1x, CDMA 1x EV-DO y GSM/GPRS/EDGE. Ofrece servicios de SMS en sus tres redes, servicios de descarga de contenidos y MMS para usuarios GSM, servicios WAP exclusivos para clientes postpago en determinados planes y en prepago para clientes GSM. Ofrece servicios de Roaming suscrito a sus clientes postpago GSM y CDMA (ambas redes), tanto como servicios de roaming automático únicamente para sus clientes prepago GSM en movistar de México, El Salvador, Nicaragua, Costa Rica, Panamá, Colombia, Ecuador, Perú, Chile, Argentina, Uruguay, Brasil, Venezuela y por medio de T-Mobile USA en Estados Unidos. Lanzó servicios comerciales sobre su red UMTS/HSPA (3.7G) el 11 de agosto de 2009, con cobertura inicial en Ciudad de Guatemala, ciudades cercanas y en algunas cabeceras departamentales, inicialmente busca mover a sus usuarios de datos de la red CDMA 1X EV-DO hacia la nueva UMTS/HSPA del operador. MoviStar ofrece servicios de llamadas cobradas por minuto y por llamada, y en una combinación de ambas, ofreciendo para ello variedad de planes prepago y postpago, a tarifas variables decididas por el usuario con base en el horario o actividad que se adapte a las necesidades del usuario, ofrece paquetes de llamadas a clientes postpagos en los que incluye dependiendo del plan cierta cantidad de sms o minutos adicionales gratis. |
| Digicel        | Posee una licencia de operación en la frecuencia de 900 MHz para tecnología GSM, el operador no ha iniciado operaciones comerciales. Se espera su ingreso en el cuarto trimestre de 2010 o en el primero de 2011 con cobertura reducida a las principales áreas del territorio. El operador cuenta con infraestructura instalada en varias áreas del país. |
| Zonnox         | Ofrece tránsito de voz desde fijos, móviles, voIP, XMPP Jabber y Skype. Sin altas, sin PIN, sin cuotas, sin números de acceso ( véase opción en apartado Acceso Directo en el sitio web).http://www.955170000.com |
| Número Central | Posee tecnología de operación en todas las frecuencias de los demás operadores ya que su servicio funciona como interfaz a través de cualquier dispositivo móvil. Tiene cobertura en todo el país y su funcionamiento se basa en investigaciones de productos como ACD (distribuidor automático de llamadas), Multi-tenant, Codecs Ulaw, G.729, G.723, CTI, Extensiones IP (Six, IAX2), etc. |

El 8 de septiembre de 2006, por primera vez en la historia de Guatemala, 7 de cada 10 usuarios (3'714.900 usuarios) apagó su teléfono móvil como forma de protesta ante el intento de los operadores de realizar cobros por servicios hasta el momento gratuitos, y la eliminación de promociones aplicadas por los 3 operadores; tales como: eliminación de promociones de duplicación de saldos en prepagos, y el cobro de llamadas entrantes.
Los clientes de telefonía móvil pasó de poco más de 50,000 en 1997 a más de 9'222.748 en junio de 2007, gracias en mayor parte a los servicios prepago inexistentes hasta 1998. En enero de 2007, Movistar era el primer operador en minutos salientes gratis al acumular una cantidad específica de minutos entrantes. El 6 de febrero, Tigo anunció el inicio de facturación por segundo, siendo el primero operador en dejar de lado el usual cobro por minuto. Siendo el mayor precio de US$ 0.003 para prepagos y reduciéndose hasta US$ 0.0006 en algunas opciones por contrato. En 2010 Claro tenía 6'280.000 de usuarios, Tigo tenía 7'110.342 usuarios y Movistar contaba con 4'181.553.
Para mediados de 2019 antes de la adquisición de Telefónica por parte de América Móvil, Movistar tenía 3'609 106 clientes, Claro tenía 6'310.323 y Tigo era el mayor proveedor con 10'921.846 usuarios. En 2022 las antiguas operaciones de Movistar, bajo la marca Claro poseían solo 582.321 líneas móviles equivalente a una reducción de 3,1 millones de usuarios que incrementaron 1'796.028 usuarios a Claro por migración dentro de la misma empresa y 848.865 a Tigo.

## Telefonía comunitaria y pública
Los Teléfonos Comunitarios son ofrecidos por operadores de telefonía móvil y fija, alcanzando 12.657 al 30 de junio de 2006. Los teléfonos públicos, utilizables con sistemas monederos, de tarjetas digitales pregapagas y tarjetas por códigos prepagados, son ofrecidos por los principales operadores y alcanzaban los 53.220 al 30 de junio de 2008.
El sistema telefónico consta de una red centrada en Ciudad Guatemala, mientras que el sistema internacional está conectado al Sistema de Microondas Centroamericano y cuenta con una estación satélite tierra - 1 Intelsat (Océano Atlántico).

## Servicios de Comunicaciones
Lor servicios de comunicación, ofrecen servicios de transmisión por Estaciones de transmisión radial, en frecuencias AM, FM y de Onda Corta alcanzando:
- 230 emisoras AM
- 517 en Frecuencia Modulada (FM). y
- 27 de onda corta al año 2001.

- Radios: 1,957,300 (2002).

## Televisión
- Estaciones de transmisión televisiva: 14 (más 27 repetidoras) (2019).

- Televisores: 2,190,000 (2020).

- Proveedores de Servicio de Internet (ISPs): 8 (2016).

### Emisoras de Televisión (sólo enCiudad de Guatemala) y emitido en el país mediante repetidoras
- Canal 3 (Grupo Chapín TV).
- TV Maya (Academia de Lenguas Mayas de Guatemala).
- Televisiete (Grupo Chapín TV).
- Canal de Gobierno (Dirección Nacional de Radio y Televisión, informativa y gobierno del turno).
- Canal del Congreso de la República de Guatemala.
- Guatevisión (Prensa Libre Comunicaciones).
- Sonora TV, (Grupo Chapin TV).
- Teleonce (Grupo Chapín TV).
- Trecevisión (Grupo Chapín TV).
- Enlace Guatemala (TBN-Enlace).
- TN23 (Grupo Chapín TV).
- Televisión Arquidiocesana (arquidiócesis de Guatemala).
- Canal 27 (Iglesia de Jesucristo La Familia de Dios)
- Nuevo Mundo Televisión (Grupo Nuevo Mundo).
- USAC TV (Universidad de San Carlos de Guatemala).
- TV Azteca Guate (TV Azteca / Latitud Televisión).
- a+ Guate (TV Azteca / Latitud Televisión).
- Canal Antigua (Kalts Comunicaciones).
- Antigua Sports (Kalts Comunicaciones).
- Canal Más Guatemala (Diarios Modernos).
- Rhema TV (Grupo Comunicacional Rhema).
- La Red TV (Radio Corporación Nacional).

#### Canales Extintos
- Canal 25, propidedad de Radio Corporación Nacional, que emitía programación musical. Término sus emisiones en 1998, para ser reemplazado por Aquí el mundo televisión, y después en 2005 remplazandose por Guatevision
- NTV (Nacional de Televisión) (Canal que inició transmisiones en 2013, hasta que a finales 2015 dejó de transmitirse por el caso de corrupción en la campaña presidencial con el partido Libertad Democrática Renovada)
- Expresión TV, cerrada y vendida a Diarios Modernos S.A. para convertir en Canal Más Guatemala.
- Canal Vea, cesó sus emisiones en 2020, debido a las disputas políticas contra el gobierno del presidente Alejandro Giammattei, aunque se encuentra únicamente como sitio de web, aseguró que retornará sus emisiones cuando una vez finalice el gobierno de turno.
- 18-50 Televisión, fue propiedad de Emisoras Unidas cesó sus emisiones en febrero de 2018 debido a la baja audiencia. Fue reemplazado por el canal La Red TV, el canal deportivo de Radio Corporación Nacional.

## Internet
El dominio de nivel superior geográfico (ccTLD) para Guatemala es .gt. Está administrado por la Universidad del Valle de Guatemala.
Los sitios de internet de Guatemala, se catalogan por dominios: .com.gt, .net.gt, .org.gt, .edu.gt, .mil.gt, .gob.gt y .ind.gt.